# Sandrart (Familie)

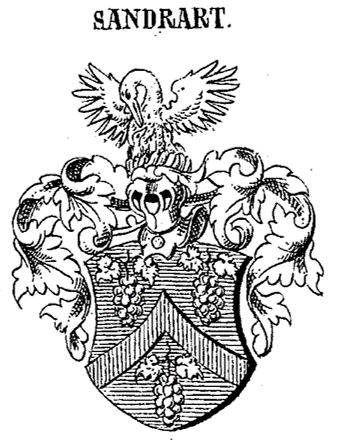
Wappen derer von Sandrart in Siebmachers Wappenbuch

Das Adelsgeschlecht derer von Sandrart und die bürgerliche Familie Sandrart gehen auf eine gemeinsame Linie zurück. Sie stammen aus dem wallonischen Hennegau in den bis 1713 Spanischen Niederlanden.

## Geschichte
Erster nachweisbarer Familienangehöriger war der Hauptmann in der Leibgarde des Papstes Alexander VI. und Zinngießer Jean de Sandrat (* 1449; † 1509 in Rom). Um 1500 erhielt dieser von Alexander VI. confirmata insuper nobilitate eius die beiden Lehen Lescaille und Fay bei Mons im Hennegau. 
Die Stammreihe begann mit dem Zinngießer Georg Sandrart (* 1526 in Mons; † 1583 in Frankfurt), verheiratet mit Elisabeth Caille, der sich 1571/72 als protestantischer Glaubensflüchtling auf Grund der religiösen Verfolgung durch den Herzog von Alba, der von 1567 bis 1573 Statthalter Kaiser Karl V. in den Niederlanden war, in Frankfurt am Main niederließ. Diese Linie erschien seit dem 18. Jahrhundert in preußischem Militärdienst als v. Sandrart, wo das Adelsprädikat der Familie nicht beanstandet wurde. Schon vorher, am 20. Juli 1653, hatte Joachim von Sandrart d. Ä. (1606–1688) in Regensburg eine kaiserliche Reichsadels- und Wappenbestätigung erlangt.
Die bürgerlichen Sandrarts gehen ebenfalls auf den oben genannten, später geadelten päpstlichen Hauptmann und Zinngießer Jean de Sandrart zurück. Während der genannte Georg Sandrart nach Frankfurt ging, verließen andere Familienmitglieder zur gleichen Zeit ihre Heimat, um in Straßburg im Elsass ihren Wohnsitz zu nehmen. 1681 wurde die bis dahin Freie Reichsstadt Straßburg französisch. 1685 hob Ludwig XIV. die mit dem Edikt von Nantes gegebene Religionsfreiheit in Frankreich auf. Vier  Generationen nach der ersten Flucht wanderte ein Nachkomme, der Kaufmann und Tabakfabrikant Georg Sandrart (* 15. Mai 1665 in Straßburg; † 8. Oktober 1727), gemeinsam mit seinem Stiefvater Daniel Würtz wiederum als religiöser Flüchtling, nach Magdeburg aus.
Bereits 1690 erwarben die beiden Neubürger Würtz und Sandrart die große kurfürstliche Manufaktur am späteren Georgenplatz und gründeten darin eine über Jahrzehnte hinweg sehr erfolgreiche Tabakmanufaktur. Am 28. Januar 1695 (mit 30 Jahren) wurde Georg Sandrart Bürger der Pfälzer Kolonie Magdeburgs. Verheiratet war er mit Elisabeth Timmermann (* um 1675 in Mannheim; † um 1745 in Magdeburg), einer Tochter des Bürgermeisters der Pfälzer Kolonie Theodor Timmermann (1627–1700). Aus der Ehe gingen sieben Kinder hervor. Von Timmermann erbte sein Schwiegersohn Georg Sandrart die Pfälzer „Fischapotheke“ im Haus Zur Königsburg (Alter Markt 13). Die Sandrarts sind mit vielen bedeutenden Bürgerfamilien Magdeburgs verbunden, unter ihnen sind die Namen Gaertner und Schwartz.
Aus der Familie Sandrart ging eine Reihe von Bürgermeistern der Pfälzer Kolonie Magdeburg hervor. Das waren im Einzelnen Georgs Bruder Peter Sandrart (* um 1656; † 1722) von 1700 bis 1722, sein Sohn Johann Georg Sandrart (* um 1690; † 1763) von 1748 bis 1763 und sein Enkel Georg Philip Sandrart (* um 1738; † 1788) von 1784 bis 1788. Schließlich war Georg Sandrarts Enkelin Philippine Jakobea Sandrart die Ehefrau des Bürgermeisters Georg Philipp Dohlhoff.

## Wappen
Das Wappen der adeligen Linie wird wie folgt  blasoniert: In Blau ein silberner Sparren, begleitet von 3 natürlichen (auch silbernen) Weintrauben mit je zwei grünen Blättern; auf dem Helm mit blau-silbernen Decken ein auf seinem Nest sitzender, seine Jungen nährenden natürlicher Pelikan.
Das Wappen der bürgerlichen Linie Sandrart weicht nur geringförmig vom obigen Adelswappen ab, ist aber im Dekor deutlich schlichter. Erhalten ist es auf einigen Grabtafeln und einer Abendmahlskanne der Deutsch Reformierten Gemeinde Magdeburgs: In Blau ein roter Sparren, begleitet von 3 Weintrauben.

## Bekannte Familienmitglieder
- Joachim d. Ä. von Sandrart (1606–1688), deutscher Maler, Kupferstecher und Kunsthistoriker
- Johann von Sandrart (1610–1679), Maler und Radierer in Frankfurt am Main, Rom und Amsterdam
- Jacob von Sandrart (1630–1708), Kupferstecher und Verleger in Nürnberg
- Johann Jakob von Sandrart (1655–1698), Zeichner, Radierer, Kupferstecher, Kunsthändler und Verleger
- Peter Sandrart (* um 1656–1722), Unternehmer, langjähriger Bürgermeister der Pfälzer Kolonie in Magdeburg (1700–1722)
- Susanna Maria von Sandrart (1658–1716), deutsche Künstlerin, Tochter Jacobs von Sandrart
- Georg Sandrart (1665–1727), bedeutender Unternehmer Magdeburgs, Tabakfabrikant
- Jean Sandrart (* vor 1660) Religionsflüchtling aus Straßburg, Prediger der Französisch Reformierten Kirche in Magdeburg
- Johann Georg Sandrart (* um 1690–1763) Bürgermeister der Pfälzer Kolonie in Magdeburg (1748–1763)
- Georg Philipp Sandrart (* um 1738–1788), Bürgermeister der Pfälzer Kolonie in Magdeburg (1784–1788)
- Philippine Jakobea Sandrart (* um 1740) Ehefrau des Bürgermeisters der Pfälzer Kolonie Magdeburg Georg Philipp Dohlhoff (* um 1735–1794)
- Wilhelm von Sandrart (1773–1859), preußischer General der Kavallerie
- Ferdinand Friedrich von Sandrart (1774–1866), preußischer Generalmajor
- Karl Gustav von Sandrart (1817–1898), preußischer General der Infanterie
- Karl Hans Jakob von Sandrart (1859–1929), preußischer Generalmajor
- Hans-Henning von Sandrart (1933–2013), General der Bundeswehr
- Jürgen-Joachim von Sandrart (* 1962), Generalleutnant der Bundeswehr